# Phanerotoma orientalis
Phanerotoma orientalis är en stekelart som beskrevs av Szepligeti 1902. Phanerotoma orientalis ingår i släktet Phanerotoma och familjen bracksteklar. Inga underarter finns listade i Catalogue of Life.